# Coppa dell'AFC 2014
La Coppa dell'AFC 2014 è l'11ª edizione della seconda massima competizione calcistica per club dell'Asia. L'Al Kuwait è la squadra detentrice del titolo. La competizione è stata vinta dall'Al Qadsia (KUW) per la prima volta.

## Federazioni partecipanti
| Federazione  | Posti         | Posti    |
| Federazione  | Fase a gironi | Play-off |
| ------------ | ------------- | -------- |
| Giordania    | 2             | 0        |
| Kuwait       | 2             | 0        |
| Iraq         | 2             | 0        |
| Siria        | 2             | 0        |
| Oman         | 2             | 0        |
| Bahrain      | 2             | 0        |
| Libano       | 2             | 0        |
| Tagikistan   | 0             | 1        |
| Palestina    | 0             | 1        |
| Kirghizistan | 0             | 1        |
| Yemen        | 0             | 1        |
| Totale       | 14            | 4        |

| Federazione | Posti         | Posti    |
| Federazione | Fase a gironi | Play-off |
| ----------- | ------------- | -------- |
| Vietnam     | 2             | 0        |
| Hong Kong   | 2             | 0        |
| Indonesia   | 2             | 0        |
| Singapore   | 2             | 0        |
| Malaysia    | 2             | 0        |
| India       | 2             | 0        |
| Maldive     | 2             | 0        |
| Birmania    | 2             | 0        |
| Totale      | 16            | 0        |

## Calendario
Calendario per la competizione 2014.
| Fase                        | Turno            | Data sorteggio   | Andata              | Ritorno             |
| --------------------------- | ---------------- | ---------------- | ------------------- | ------------------- |
| Play-off                    |                  |                  | 2 febbraio 2014     | 2 febbraio 2014     |
| Fase a gironi               | Prima giornata   | 10 dicembre 2013 | 25-26 febbraio 2014 | 25-26 febbraio 2014 |
| Fase a gironi               | Seconda giornata | 10 dicembre 2013 | 11-12 marzo 2014    | 11-12 marzo 2014    |
| Fase a gironi               | Terza giornata   | 10 dicembre 2013 | 18-19 marzo 2014    | 18-19 marzo 2014    |
| Fase a gironi               | Quarta giornata  | 10 dicembre 2013 | 1°-2 aprile 2014    | 1°-2 aprile 2014    |
| Fase a gironi               | Quinta giornata  | 10 dicembre 2013 | 8-9 aprile 2014     | 8-9 aprile 2014     |
| Fase a gironi               | Sesta giornata   | 10 dicembre 2013 | 22-23 aprile 2014   | 22-23 aprile 2014   |
| Fase a eliminazione diretta | Ottavi di finale | 10 dicembre 2013 | 13-14 maggio 2014   | 13-14 maggio 2014   |
| Fase a eliminazione diretta | Quarti di finale | 28 maggio 2014   | 19 agosto 2014      | 26 agosto 2014      |
| Fase a eliminazione diretta | Semifinali       | 28 maggio 2014   | 16 settembre 2014   | 30 settembre 2014   |
| Fase a eliminazione diretta | Finale           | 28 maggio 2014   | 18 ottobre 2014     | 18 ottobre 2014     |

## Play-off
Le partite si sono giocate il 2 febbraio 2014.
| Squadra 1           | Risultato         | Squadra 2          |
| ------------------- | ----------------- | ------------------ |
| Ravshan Kubol       | 2 – 1             | Al Yarmuk Al Rawda |
| Shabab Al-Dhahiriya | 1 – 1 (7 – 8 dtr) | Alay Osh           |

## Fase a gironi

### Asia Occidentale

#### Girone A
| Squadra       | Pt. | PG | V | N | P | GF | GS | DR  |
| ------------- | --- | -- | - | - | - | -- | -- | --- |
| Safa          | 16  | 6  | 5 | 1 | 0 | 13 | 1  | +12 |
| That Ras      | 11  | 6  | 3 | 2 | 1 | 9  | 4  | +5  |
| Al-Suwaiq     | 7   | 6  | 2 | 1 | 3 | 8  | 4  | +4  |
| Ravshan Kulob | 0   | 6  | 0 | 0 | 6 | 5  | 26 | -21 |

|               | SUW   | THR   | SAF   | RAV   |
| ------------- | ----- | ----- | ----- | ----- |
| Al-Suwaiq     |       | 0 – 0 | 0 – 1 | 3 – 1 |
| That Ras      | 1 – 0 |       | 0 – 0 | 5 – 1 |
| Safa          | 1 – 0 | 1 – 0 |       | 8 – 0 |
| Ravshan Kulob | 0 – 5 | 2 – 3 | 1 – 2 |       |

#### Girone B
| Squadra   | Pt. | PG | V | N | P | GF | GS | DR |
| --------- | --- | -- | - | - | - | -- | -- | -- |
| Al Kuwait | 13  | 6  | 4 | 1 | 1 | 12 | 4  | +8 |
| Nejmeh    | 9   | 6  | 2 | 3 | 1 | 4  | 3  | +1 |
| Fanja     | 6   | 6  | 1 | 3 | 2 | 2  | -6 | 4  |
| Al-Jaish  | 3   | 6  | 0 | 3 | 3 | 0  | 5  | -5 |

|           | KUW   | FAN   | JAI   | NEJ   |
| --------- | ----- | ----- | ----- | ----- |
| Al Kuwait |       | 4 – 0 | 2 – 0 | 2 – 1 |
| Fanja     | 2 – 1 |       | 0 – 0 | 0 – 0 |
| Al-Jaish  | 0 – 2 | 0 – 0 |       | 0 – 1 |
| Nejmeh    | 1 – 1 | 1 – 0 | 0 – 0 |       |

#### Girone C
| Squadra     | Pt. | PG | V | N | P | GF | GS | DR |
| ----------- | --- | -- | - | - | - | -- | -- | -- |
| Al-Qadisiya | 11  | 6  | 3 | 2 | 1 | 11 | 5  | +6 |
| Hidd        | 11  | 6  | 3 | 2 | 1 | 10 | 6  | +4 |
| Al-Shorta   | 7   | 6  | 1 | 4 | 1 | 3  | 4  | -1 |
| Al-Wahda    | 2   | 6  | 0 | 2 | 4 | 5  | 14 | -9 |

|             | HID   | QAD   | SHO   | WAH   |
| ----------- | ----- | ----- | ----- | ----- |
| Hidd        |       | 3 – 2 | 0 – 0 | 3 – 1 |
| Al-Qadisiya | 2 – 0 |       | 4 – 0 | 1 – 1 |
| Al-Shorta   | 0 – 0 | 0 – 0 |       | 0 – 0 |
| Al-Wahda    | 1 – 4 | 1 – 3 | 1 – 3 |       |

#### Girone D
| Squadra         | Pt. | PG | V | N | P | GF | GS | DR  |
| --------------- | --- | -- | - | - | - | -- | -- | --- |
| Erbil           | 15  | 6  | 5 | 0 | 1 | 19 | 5  | +14 |
| Al-Riffa        | 10  | 6  | 3 | 1 | 2 | 7  | 7  | 0   |
| Shabab Al-Ordon | 9   | 6  | 3 | 0 | 3 | 9  | 10 | -1  |
| Alay Osh        | 1   | 6  | 0 | 1 | 5 | 1  | 14 | -13 |

|                 | ORD   | RIF   | ALA   | ERB   |
| --------------- | ----- | ----- | ----- | ----- |
| Shabab Al-Ordon |       | 3 – 1 | 2 – 1 | 1 – 3 |
| Al-Riffa        | 2 – 0 |       | 2 – 0 | 0 – 3 |
| Alay Osh        | 0 – 1 | 0 – 0 |       | 0 – 3 |
| Erbil           | 3 – 2 | 1 – 2 | 6 – 0 |       |

### Asia Orientale

#### Girone E
| Squadra            | PG | V | N | P | GF | GS | DR | Pt. |
| ------------------ | -- | - | - | - | -- | -- | -- | --- |
| Persipura          | 11 | 6 | 3 | 2 | 1  | 9  | 4  | +5  |
| Churchill Brothers | 10 | 6 | 3 | 1 | 2  | 10 | 7  | +3  |
| Home United        | 10 | 6 | 3 | 1 | 2  | 8  | 6  | +2  |
| New Radiant        | 3  | 6 | 1 | 0 | 5  | 2  | 12 | -10 |

|                    | PER   | HOM   | NRA   | CHB   |
| ------------------ | ----- | ----- | ----- | ----- |
| Persipura          |       | 0 – 2 | 3 – 0 | 2 – 0 |
| Home United        | 1 – 1 |       | 2 – 0 | 2 – 1 |
| New Radiant        | 0 – 2 | 1 – 0 |       | 1 – 2 |
| Churchill Brothers | 1 – 1 | 3 – 1 | 3 – 0 |       |

#### Girone F
| Squadra    | PG | V | N | P | GF | GS | DR | Pt. |
| ---------- | -- | - | - | - | -- | -- | -- | --- |
| Hà Nội T&T | 15 | 6 | 5 | 0 | 1  | 14 | 7  | +7  |
| Arema      | 10 | 6 | 3 | 1 | 2  | 10 | 9  | +1  |
| Selangor   | 8  | 6 | 2 | 2 | 2  | 9  | 6  | +3  |
| Maziya     | 1  | 6 | 0 | 1 | 5  | 7  | 18 | -11 |

|            | HNT   | ARE   | SEL   | MAZ   |
| ---------- | ----- | ----- | ----- | ----- |
| Hà Nội T&T |       | 2 – 1 | 1 – 0 | 5 – 1 |
| Arema      | 1 – 3 |       | 1 – 0 | 3 – 2 |
| Selangor   | 3 – 1 | 1 – 1 |       | 4 – 1 |
| Maziya     | 1 – 2 | 1 – 3 | 1 – 1 |       |

#### Girone G
| Squadra          | PG | V | N | P | GF | GS | DR | Pt. |
| ---------------- | -- | - | - | - | -- | -- | -- | --- |
| Vissai Ninh Bình | 16 | 6 | 5 | 1 | 0  | 18 | 7  | +11 |
| Yangon United    | 9  | 6 | 3 | 0 | 3  | 16 | 17 | -1  |
| South China      | 7  | 6 | 2 | 1 | 3  | 11 | 11 | 0   |
| Kelantan         | 3  | 6 | 1 | 0 | 5  | 9  | 19 | -10 |

|                  | YAN   | VNB   | SCA   | KEL   |
| ---------------- | ----- | ----- | ----- | ----- |
| Yangon United    |       | 1 – 4 | 2 – 0 | 5 – 3 |
| Vissai Ninh Bình | 3 – 2 |       | 1 – 1 | 4 – 0 |
| South China      | 5 – 3 | 1 – 3 |       | 4 – 0 |
| Kelantan         | 2 – 3 | 2 – 3 | 2 – 0 |       |

#### Girone H
| Squadra         | PG | V | N | P | GF | GS | DR | Pt. |
| --------------- | -- | - | - | - | -- | -- | -- | --- |
| Kitchee         | 13 | 6 | 4 | 1 | 1  | 15 | 5  | +10 |
| Nay Pyi Taw     | 8  | 6 | 2 | 2 | 2  | 10 | 10 | 0   |
| Pune            | 6  | 6 | 1 | 3 | 2  | 12 | 15 | -3  |
| Tampines Rovers | 6  | 6 | 2 | 0 | 4  | 9  | 16 | -7  |

|                 | TAM   | NPT   | PUN   | KIT   |
| --------------- | ----- | ----- | ----- | ----- |
| Tampines Rovers |       | 0 – 1 | 3 – 1 | 0 – 5 |
| Nay Pyi Taw     | 3 – 1 |       | 3 – 3 | 1 – 2 |
| Pune            | 2 – 5 | 2 – 2 |       | 2 – 0 |
| Kitchee         | 4 – 0 | 2 – 0 | 2 – 2 |       |

## Ottavi di finale
Le partite si sono giocate tra il 13 e il 14 maggio 2014, in casa delle prime classificate della fase a gironi.
| Squadra 1        | Risultato         | Squadra 2          |
| ---------------- | ----------------- | ------------------ |
| Safa             | 0 – 1             | Hidd               |
| Al-Qadisiya      | 4 – 0             | That Ras           |
| Al Kuwait        | 3 – 0             | Al-Riffa           |
| Erbil            | 0 – 0 (3 – 0 dtr) | Nejmeh             |
| Persipura        | 9 – 2             | Yangon United      |
| Vissai Ninh Bình | 4 – 2             | Churchill Brothers |
| Hà Nội T&T       | 5 – 0             | Nay Pyi Taw        |
| Kitchee          | 2 – 0             | Arema              |

## Quarti di finale
Le partite di andata si sono giocate il 19 agosto, quelle di ritorno il 26 agosto 2014.
| Squadra 1        | Totale | Squadra 2 | Andata | Ritorno |
| ---------------- | ------ | --------- | ------ | ------- |
| Hà Nội T&T       | 0 – 3  | Erbil     | 0 – 1  | 0 – 2   |
| Vissai Ninh Bình | 3 – 4  | Kitchee   | 2 – 4  | 1 – 0   |
| Al-Qadisiya      | 3 – 3  | Hidd      | 1 – 1  | 2 – 2   |
| Al Kuwait        | 4 – 8  | Persipura | 3 – 2  | 1 – 6   |

## Semifinali
Le partite di andata si sono giocate il 16 settembre 2014, quelle di ritorno il 30 settembre 2014.
| Squadra 1   | Totale | Squadra 2          | Andata | Ritorno |
| ----------- | ------ | ------------------ | ------ | ------- |
| Erbil       | 3 – 2  | Kitchee            | 1 - 1  | 2 - 1   |
| Al-Qadisiya | 10 – 2 | Persipura Jayapura | 4 - 2  | 6 - 0   |

## Finale
La finale si è giocata il 18 ottobre 2014.
| Squadra 1 | Risultato | Squadra 2 |
| --------- | --------- | --------- |
| Erbil     | 2 - 4     | Al-Qadsia |